# Liga Mediterránea de fútbol
La Liga Mediterránea de fútbol fu un torneo calcistico d'emergenza organizzato nel 1937 nella Spagna repubblicana. Vi parteciparono solo le squadre delle leghe locali delle due regioni organizzatrici, il Levante e la Catalogna, e vide la vittoria finale del Barcellona.
Le prime quattro squadre avrebbero dovuto partecipare alla Coppa di Spagna Libera 1937, ma il Barcellona preferì partecipare ad una tournée in Messico e USA, cedendo così il proprio posto al Levante.
Il Barcellona ha rivendicato il torneo come campionato spagnolo ufficiale nel 2009, ma la RFEF ha respinto la richiesta formalmente perché non fu lei l'organizzatrice, ma nella sostanza perché all'epoca la domanda di partecipazione del Real Madrid, ancora abilitato a giocare non avendo ancora il generale Franco conquistato la capitale, era stata stoppata dal Barcellona con cavilli legali, rendendo così sleale e non verificato sul campo il primato blaugrana.

## Classifica finale
|  |    | Classifica finale 1936-37 | Pt | G  | V | N | P | GF | GS | DR  |
|  | -- | ------------------------- | -- | -- | - | - | - | -- | -- | --- |
|  | 1. | Barcellona                | 20 | 14 | 7 | 6 | 1 | 27 | 15 | +12 |
|  | 2. | Espanyol                  | 19 | 14 | 8 | 3 | 3 | 30 | 20 | +10 |
|  | 3. | Girona                    | 17 | 14 | 6 | 5 | 3 | 27 | 18 | +9  |
|  | 4. | Valencia                  | 17 | 14 | 7 | 3 | 4 | 32 | 23 | +9  |
|  | 5. | FC Levante                | 16 | 14 | 5 | 6 | 3 | 30 | 18 | +12 |
|  | 6. | Gimnástico                | 10 | 14 | 3 | 4 | 7 | 18 | 31 | -13 |
|  | 7. | Granollers                | 8  | 14 | 2 | 4 | 8 | 17 | 36 | -19 |
|  | 8. | Atlético Castellón        | 5  | 14 | 0 | 5 | 9 | 7  | 27 | -20 |

### Verdetti
- Barcellona campione interregionale Catalogna-Levante 1937.